# Aase Rasmussen

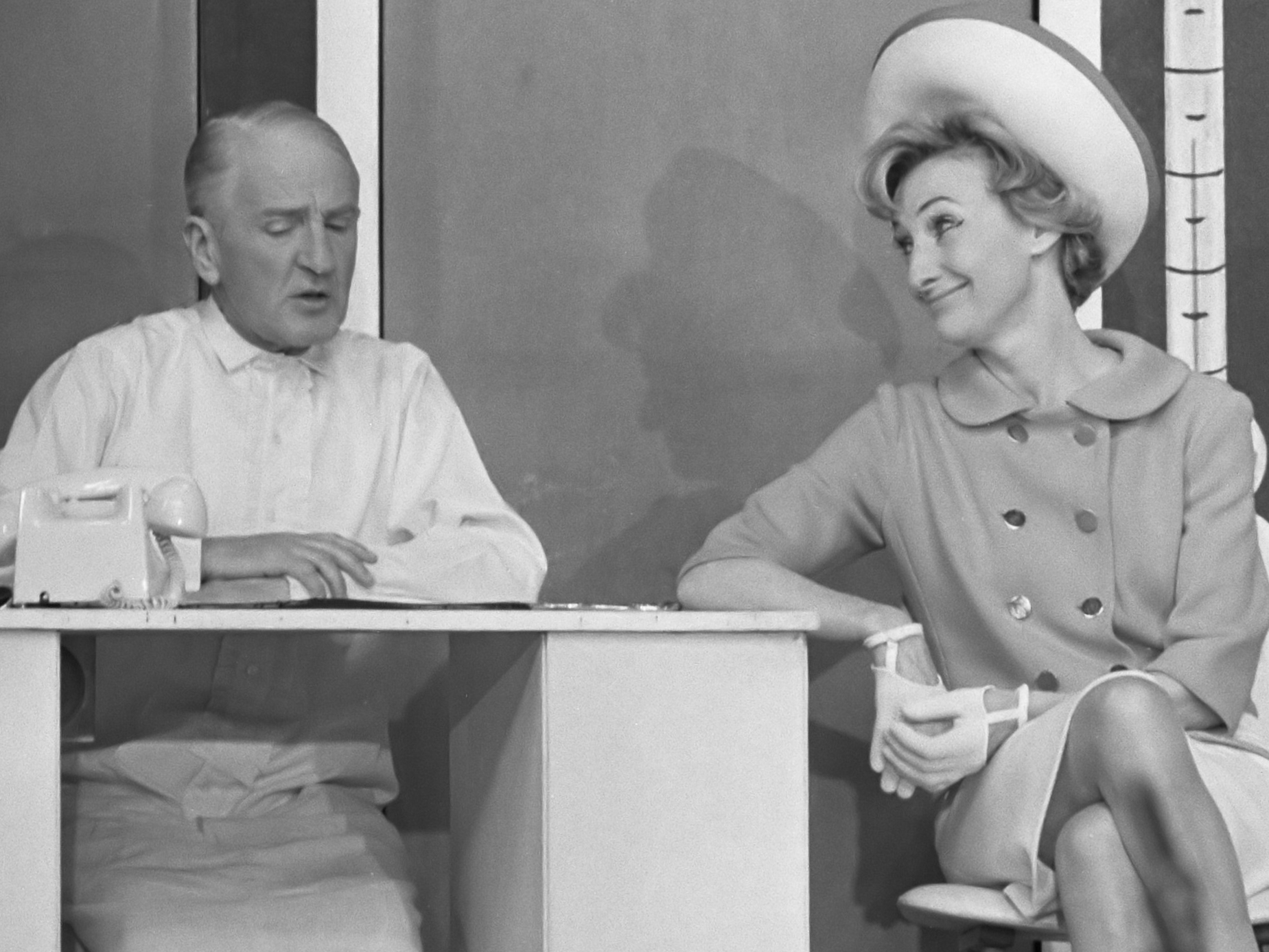
Willy Walden en Aase Rasmussen op het toneel (1970)

Åse Sofie (Aase) Rasmussen (Kopenhagen, 19 december 1921 – Bennekom, 24 april 2012) was een Deense revueartieste en radiopresentatrice.
Van 1944 tot 1977 trad Rasmussen op in de Snip & Snap Revue van Willy Walden en Piet Muijselaar. Ze trouwde in 1947 in Kopenhagen met Walden, voor wie het zijn tweede huwelijk was. Met hem presenteerde ze nadien ook nog het TROS-radioprogramma Raad een lied (of niet). In 1987 vond de 500e en laatste uitzending van het programma plaats.
Naast het revuewerk studeerde Rasmussen binnenhuisarchitectuur. Zij ontwierp een bungalow in Buitenveldert, waar zij jarenlang woonden. Hun buren waren Joop en Liesbeth den Uyl. Ze woonde nadien in een hotel in Wolfheze en daarna in een serviceflat in Bennekom samen met haar echtgenoot, die daar in 2003 op bijna 98-jarige leeftijd overleed. In 2008 gaf ze aan in een interview dat ze alle aandacht miste sinds de dood van haar man. Na dat interview werd de eenzaamheid doorbroken.
Ze stierf daar op 24 april 2012. Op 2 mei 2012 werd ze in crematorium Slingerbos in Ede gecremeerd.